# Onans
Onans é uma comuna francesa na região administrativa de Borgonha-Franco-Condado, no departamento de Doubs. Estende-se por uma área de 14,21 km². Em 2010 a comuna tinha 357 habitantes (densidade: 25,1 hab./km²).